# Gideon Nordal
Gideon Vigilius Nordal, född 3 december 1886 i Holms socken, Dalsland, död 15 mars 1945 i Göteborg, var en svensk läkare, psykolog och pedagog.
Gideon Nordal var son till lantbrukaren Gustaf Andersson. Efter mogenhetsexamen vid Göteborgs högre realläroverk blev han 1906 student vid Göteborgs högskola. Sedan Nordal avlagt en filosofie kandidatexamen, arbetade han som vikarierande adjunkt vid Göteborgs västra realskola 1908-1910, vikarierande lektor vid Göteborgs högre latinläroverk 1910-1911 och 1912 samt 1912-1914 vikarierande och extraordinarie adjunkt och 1914-1924 ordinarie adjunkt vid Folkskoleseminariet i Göteborg. Han ledde utbildningen av elever och lärare i simning och livräddning vid Folkskoleseminariet 1912-1914, var ordförande och biträdande lärare i Göteborgs högskolas gymnastik- och idrottsförening 1915-1919, avlade 1915 reservofficersexamen och blev samma år reservofficer vid Älvsborgs regemente. Nordal var från 1916 ledamot av styrelsen för Sveriges ungdoms gymnastik- och idrottsförbund, befordrades 1918 till underlöjtnant och 1921 till löjtnant. År 1923 började Nordal studera vid Lunds universitet och blev 1927 filosofie licentiat. År 1927 började han studera till läkare vid Karolinska Institutet, blev medicine kandidat 1928 och medicine licentiat 1932. 1930 blev han gymnastikdirektör vid Gymnastiska centralinstitutet. Nordal arbetade 1932-1937 som extraordinarie amanuens vid pediatriska kliniken och som läkare vid rådgivningsbyrån för uppfostringsfrågor vid Norrtulls sjukhus, var 1932-1937 periodvis extra läkare vid rättspsykiatriska kliniken på Långholmen, från 1933 föreståndare för rådgivningsbyrån för uppfostringsfrågor vid Göteborgs folkskolor, från 1935 läkare vid bland annat Göteborgs folkskolors observations- och hjälpklasser och från 1936 läkare vid Göteborgs stads sinnesslöskola. Därtill innehade Nordal olika läkarförordnanden vid Sahlgrenska sjukhusets psykiatriska klinik och andra medicinklinik från 1940, och var hjälpskolekonsulent hos skolöverstyrelsen från 1941.